# ナイキ・ケイジャン

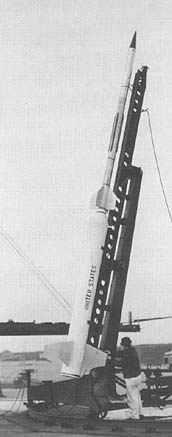
ナイキ・ケイジャン

ナイキ・ケイジャン（Nike-Cajun）はアメリカの2段式固体燃料観測ロケット。下段にナイキ、上段にケイジャンを使用した。1956年から1976年に714回打ち上げられ、西側諸国で最も頻繁に使用された観測ロケットであった。
重量698kg、ペイロード能力23kg、打上げ時の推力246kN、最高高度120km、直径42cm、全長7.7m。ナイキとケイジャンの燃焼時間はそれぞれ3秒と2.8秒。最高速度は6760km/hだった。
ナイキ・ケイジャンの構成はMQR-13 BMTSターゲットロケットにも使用された。